# Bad Deutsch-Altenburg
Bad Deutsch-Altenburg (tiếng Hungary: Németóvár) là một thị trấn ở huyện Bruck an der Leitha trong bang Niederösterreich ở nước Áo. Đô thị này có diện tích 12,6 km², dân số năm 2001 là 1375 người.

## Người dân nổi tiếng
- Anton Durcovici (1888-1951), Bishop of Iaşi (1947-1951)
- Ernest Windholz, nhà chính trị
- Hannes Swoboda